# Baggärdet
Baggärdet en by i Sundborns socken i Falu kommun. SCB hade före 2015 för ortens bebyggelse avgränsat och namnsatt småorten Blixbo norra och Baggärdet.  Från 2015 ingår bebyggelsen i tätorten Karlsbyheden och Blixbo.